# Gnathium eremicola
Gnathium eremicola is een keversoort uit de familie van oliekevers (Meloidae). De wetenschappelijke naam van de soort is voor het eerst geldig gepubliceerd in 1952 door MacSwain.